# Port-Cros
Port-Cros è un'isola francese nel Mar Mediterraneo e appartiene ad un arcipelago noto come isole di Hyères.

## Geografia
Conosciuta in antichità col nome di Messea (isola di mezzo), deve il suo nome ad un piccolo porto che si trova sull'isola che ha una forma di croce. Larga 4 km, Port-Cros ricopre una superficie di 650 ettari ed il suo punto più elevato è a 199 metri.
L'isola è parte del comune di Hyères, nel dipartimento del Var, in Provenza. L'isola venne donata al governo francese dalla sua ultima proprietaria (morta nel 1966) per costituirvi un parco nazionale - il Parco nazionale di Port-Cros - che venne effettivamente costituito il 14 dicembre 1963.

## Storia
Alcune tombe e monete di epoca romana che sono state ritrovate sull'isola permettono di affermare che Port-Cros è stata abitata sin dall'antichità. Nel V secolo d.C. l'Abbazia di Lerino costruì una propria sezione nella vicina Île du Levant e in seguito anche a Port-Cros. Le costruzioni venne distrutte dai corsari barbareschi che ripetutamente attaccarono le isole Hyères dal X al XVI secolo.
Nel 1531 Francesco I di Francia incaricò Bertrand d'Ornesan di fortificare le isole per difenderle dai pirati e l'anno seguente le elevò a marchesato
Nel 1549 il marchesato passò a Christophe de Rocquendorf che, per attrarre dei coloni, garantì asilo a criminali comuni.
Nel 1617 finalmente le fortificazioni promesse un secolo prima di Francesco I vennero costruite sotto la direzione del Cardinale Richelieu. Ciò nonostante nel 1700 l'isola venne saccheggiata dai britannici che nel 1742 la invasero prima di essere cacciati dal conte di Maurepas.
L'ultimo marchese dell'isola fu Louis de Colvet, padrigno di Honoré Gabriel Riqueti de Mirabeau, che nel 1783 vendette Port-Cros a Jean Joseph Barthélémy Simon de Savornin. Nel 1793 nel contesto delle guerre napoleoniche i britannici attaccarono nuovamente l'isola. Nel 1811, dopo la sua riconquista, Napoleone decise di crearvi una guarnigione di veterani che dopo la caduta del Primo Impero venne sostituita da una compagnia composta per lo più da militari invalidi.
Nel 1815 il marchesato venne acquistato dallo Stato francese e cambiò più volte proprietario prima di essere venduto al Dottor Crotte che vi creò un resort turistico visitato, nel periodo tra le due guerre, da numerosi esponenti del mondo artistico e letterario: Jean Paulhan, André Malraux, André Gide, Saint-John Perse, Paul Valéry e Jules Supervielle.
Durante la seconda guerra mondiale nelle acque dell'isola venne combattuta la battaglia di Port Cros, nell'ambito dell'Operazione Dragoon che vide lo sbarco Alleato in Francia.